# Squadra uruguaiana di Coppa Davis
La squadra uruguaiana di Coppa Davis rappresenta l'Uruguay nella Coppa Davis, ed è posta sotto l'egida della Asociación Uruguaya de Tenis.
La squadra partecipa alla competizione dal 1931, ma non ha mai ottenuto risultati di rilievo. Pur non avendo mai fatto parte del Gruppo Mondiale, in tre occasioni l'Uruguay è andato vicino all'impresa nel 1990, 1992 e 1994, venendo sconfitto negli spareggi per accedervi.

## Organico 2019
Vengono di seguito illustrati i convocati per ogni singolo turno della Coppa Davis 2019. A sinistra dei nomi la nazione affrontata e il risultato finale. Fra parentesi accanto ai nomi, il ranking del giocatore nel momento della disputa degli incontri (la "d" indica che il ranking corrisponde alla specialità del doppio).
| Gruppo I - Playoff    | Gruppo I - Playoff                                                                                              |
| Rep. Dominicana (3-1) | Pablo Cuevas (44) Martín Cuevas (400) Franco Roncadelli (1785) Francisco Llanes (f.r.*) Emiliano Troche (f.r.*) |
| --------------------- | --- |

* f.r. = Fuori Ranking

## Risultati
= Incontro del Gruppo Mondiale

### 2010-2019
| Anno | Turno                      | Data            | Sede                      | Avversario      | Punteggio | Esito     |
| ---- | -------------------------- | --------------- | ------------------------- | --------------- | --------- | --------- |
| 2010 | Gruppo I, 1º turno         | 5-7 marzo       | Santo Domingo (DOM)       | Rep. Dominicana | 4–1       | Vittoria  |
| 2010 | Gruppo I, 2º turno         | 7-9 maggio      | Bauru (BRA)               | Brasile         | 0–5       | Sconfitta |
| 2011 | Gruppo I, 1º turno         | 4-6 marzo       | Montevideo (URY)          | Colombia        | 4–1       | Vittoria  |
| 2011 | Gruppo I, 2º turno         | 8-10 luglio     | Montevideo (URY)          | Brasile         | 0–5       | Sconfitta |
| 2012 | Gruppo I, 1º turno         | 10-12 febbraio  | Montevideo (URY)          | Perù            | 3–1       | Vittoria  |
| 2012 | Gruppo I, 2º turno         | 6-8 aprile      | Montevideo (URY)          | Cile            | 1–3       | Sconfitta |
| 2013 | Gruppo I, 1º turno         | 1-3 febbraio    | Montevideo (URY)          | Rep. Dominicana | 3–1       | Vittoria  |
| 2013 | Gruppo I, 2º turno         | 5-7 aprile      | Cúcuta (COL)              | Colombia        | 0–5       | Sconfitta |
| 2014 | Gruppo I, 1º turno         | 31 gen.-2 feb.  | Santo Domingo (DOM)       | Rep. Dominicana | 0–4       | Sconfitta |
| 2014 | Gruppo I, Playoff 2º turno | 12-14 settembre | Caracas (VEN)             | Venezuela       | 4–1       | Vittoria  |
| 2015 | Gruppo I, 1º turno         | 6-8 marzo       | Montevideo (URY)          | Colombia        | 2–3       | Sconfitta |
| 2015 | Gruppo I, Playoff 2º turno | 30 ott.-1 nov.  | Saint Michael (BRB)       | Barbados        | 2–3       | Sconfitta |
| 2016 | Gruppo II, 1º turno        | 4-6 marzo       | Lima (PER)                | Perù            | 2–3       | Sconfitta |
| 2016 | Gruppo II, Playoff         | 15-17 luglio    | Città del Guatemala (GUA) | Guatemala       | 1–4       | Sconfitta |
| 2017 | Gruppo III, Round Robin    | 14 giugno       | Montevideo (URY)          | Cuba            | 3–0       | Vittoria  |
| 2017 | Gruppo III, Round Robin    | 15 giugno       | Montevideo (URY)          | Panama          | 3–0       | Vittoria  |
| 2017 | Gruppo III, Round Robin    | 16 giugno       | Montevideo (URY)          | Costa Rica      | 3–0       | Vittoria  |
| 2017 | Gruppo III, Playoff        | 17 giugno       | Montevideo (URY)          | Honduras        | 2–0       | Vittoria  |
| 2018 | Gruppo II, 1º turno        | 3-4 febbraio    | San Salvador (SLV)        | El Salvador     | 4–1       | Vittoria  |
| 2018 | Gruppo II, 2º turno        | 6-8 aprile      | Montevideo (URY)          | Venezuela       | 4–1       | Vittoria  |
| 2018 | Gruppo II, Playoff         | 15-16 settembre | Montevideo (URY)          | Messico         | 3–1       | Vittoria  |
| 2019 | Gruppo I, Playoff          | 14-15 settembre | Montevideo (URY)          | Rep. Dominicana | 3–1       | Vittoria  |

## Andamento
La seguente tabella riflette l'andamento della squadra dal 1990 ad oggi.
| Pos.           | 90 | 91 | 92 | 93 | 94 | 95 | 96 | 97 | 98 | 99 | 00 | 01 | 02 | 03 | 04 | 05 | 06 | 07 | 08 | 09 | 10 | 11 | 12 | 13 | 14 | 15 | 16 | 17 | 18 | 19 |
| -------------- | -- | -- | -- | -- | -- | -- | -- | -- | -- | -- | -- | -- | -- | -- | -- | -- | -- | -- | -- | -- | -- | -- | -- | -- | -- | -- | -- | -- | -- | -- |
| Campione       |    |    |    |    |    |    |    |    |    |    |    |    |    |    |    |    |    |    |    |    |    |    |    |    |    |    |    |    |    |    |
| Finalista      |    |    |    |    |    |    |    |    |    |    |    |    |    |    |    |    |    |    |    |    |    |    |    |    |    |    |    |    |    |    |
| SF             |    |    |    |    |    |    |    |    |    |    |    |    |    |    |    |    |    |    |    |    |    |    |    |    |    |    |    |    |    |    |
| QF             |    |    |    |    |    |    |    |    |    |    |    |    |    |    |    |    |    |    |    |    |    |    |    |    |    |    |    |    |    |    |
| OF             |    |    |    |    |    |    |    |    |    |    |    |    |    |    |    |    |    |    |    |    |    |    |    |    |    |    |    |    |    |    |
| Qualificazioni | x  | x  | x  | x  | x  | x  | x  | x  | x  | x  | x  | x  | x  | x  | x  | x  | x  | x  | x  | x  | x  | x  | x  | x  | x  | x  | x  | x  | x  |    |
| Gruppo I       |    |    |    |    |    |    |    |    |    |    |    |    |    |    |    |    |    |    |    |    |    |    |    |    |    |    |    |    |    |    |
| Gruppo II      |    |    |    |    |    |    |    |    |    |    |    |    |    |    |    |    |    |    |    |    |    |    |    |    |    |    |    |    |    |    |
| Gruppo III     | x  | x  |    |    |    |    |    |    |    |    |    |    |    |    |    |    |    |    |    |    |    |    |    |    |    |    |    |    |    |    |
| Gruppo IV      | x  | x  | x  | x  | x  | x  | x  |    |    |    |    |    |    |    |    |    |    |    |    |    |    |    | x  | x  | x  | x  | x  | x  | x  | x  |

Legenda
- Campione: La squadra ha conquistato la Coppa Davis.
- Finalista: La squadra ha disputato e perso la finale.
- SF: La squadra è stata sconfitta in semifinale.
- QF: La squadra è stata sconfitta nei quarti di finale.
- OF: La squadra è stata sconfitta negli ottavi di finale (1º turno). Dal 2019 sostituito dal Round Robin.
- Qualificazioni: La squadra è stata sconfitta al turno di qualificazione. Istituito nel 2019.
- Gruppo I: La squadra ha partecipato al Gruppo I della propria zona di appartenenza.
- Gruppo II: La squadra ha partecipato al Gruppo II della propria zona di appartenenza.
- Gruppo III: La squadra ha partecipato al Gruppo III della propria zona di appartenenza.
- Gruppo IV: La squadra ha partecipato al Gruppo IV della propria zona di appartenenza.
- x: Ove presente, la x indica che in quel determinato anno, il Gruppo in questione non è esistito nella zona geografica di appartenenza della squadra.